# Dafeng (köpinghuvudort i Kina, Xinjiang Uygur Zizhiqu, lat 44,18, long 86,59)
Dafeng (kinesiska: 大丰, 大丰镇) är en köpinghuvudort i Kina. Den ligger i den autonoma regionen Xinjiang, i den nordvästra delen av landet, omkring 90 kilometer nordväst om regionhuvudstaden Ürümqi. Antalet invånare är 11 454. Befolkningen består av 5 355 kvinnor och 6 099 män. Barn under 15 år utgör 18,0 %, vuxna 15-64 år 73 %, och äldre över 65 år 7,0 %.
Runt Dafeng är det ganska glesbefolkat, med 27 invånare per kvadratkilometer. Dafeng är det största samhället i trakten. Trakten runt Dafeng består i huvudsak av gräsmarker.
Genomsnittlig årsnederbörd är 219 millimeter. Den regnigaste månaden är juli, med i genomsnitt 35 mm nederbörd, och den torraste är januari, med 7 mm nederbörd.